# (6363) Doggett
(6363) Doggett es un asteroide perteneciente al cinturón de asteroides, descubierto el 6 de febrero de 1981 por Edward Bowell desde la Estación Anderson Mesa (condado de Coconino, cerca de Flagstaff, Arizona, Estados Unidos).

## Designación y nombre
Designado provisionalmente como 1981 CB1, fue nombrado en memoria de LeRoy E. Doggett (1941-1996), astrónomo del Observatorio Naval de EE. UU. conocido por su aplicación de los polinomios de Chebyshev a la mecánica celeste y la astronomía posicional. Experto en calendarios, fenómenos astronómicos, historia de la astronomía y teoría planetaria, fue jefe del Nautical Almanac Office de EE. UU., editor asociado de Archaeoastronomy , organizador del programa nacional "Moon Watch" para determinar la visibilidad más temprana de la luna creciente. y secretario-tesorero de la División de Astronomía Histórica de la Sociedad Astronómica Estadounidense.

## Características orbitales
(6363) Doggett está situado a una distancia media del Sol de 2,312 ua, pudiendo alejarse hasta 2,647 ua y acercarse hasta 1,976 ua. Su excentricidad es 0,145 y la inclinación orbital 5,655 grados. Emplea 1283,74 días en completar una órbita alrededor del Sol.

## Características físicas
La magnitud absoluta de (6363) Doggett es 13,54. Tiene 5,060 km de diámetro y su albedo se estima en 0,301. 